# Tragedy
«Tragedy» (рус. Трагедия) — песня группы Bee Gees с их альбома Spirits Having Flown, выпущенного в 1979 году. 25 февраля 1979 года песня стала хитом № 1 в UK Singles Chart, а спустя три недели заняла лидирующую позицию в Billboard Hot 100.

## История
Барри, Робин и Морис Гибб написали эту песню и «Too Much Heaven» днём в свободное время от съёмок в фильме «Оркестр клуба одиноких сердец сержанта Пеппера», в котором они сыграли главные роли. В тот же вечер они написали песню «Shadow Dancing», которую исполнил их брат Энди Гибб. Песня достигла первой строчки в US Billboard Hot 100. Tragedy была вытеснена с первого места чарта песней Глории Гейнор «I Will Survive», но спустя 2 недели вновь заняла первое место ещё на 7 дней.